# Betty Jaynes
Betty Jaynes (nombre de nacimiento, Betty Jayne Schultz, Greeneville (Tennessee), 12 de febrero de 1921 – Santa Monica (California), 22 de noviembre de 2018) fue una cantante operística estadounidense y actriz de películas de serie B de finales de los 30 y principios de los 40.

## Biografía
Hija de Louis C. Schultz y Stella Schultz, Jaynes estudió en el Starrett School para chicas en Chicago. Tuvo un hermano, Robert y dos hermanas, Lorraine y Marion.
Jaynes hizo su concierto en debut cuando tenía 15 años junto al pianista Janet Gunn en el Orchestra Hall de Chicago. A esa edad, hizo un "debut sensacional" con la Chicago City Opera Company en La boheme. En la revista Life, dijo de "dejaría la escuela y consideraría el cine". Su debut en la radio también ocurrió a los 15 años, cuando cantó The Ford Sunday Evening Hour en la CBS en enero de 1937.
El 9 de diciembre de 1936, el juez John F. O'Connell en Chicago aprobó los contratos de Jaynes con MGM y una compañía de contratación de conciertos. Su condición de menor de edad requería la aprobación de un tribunal, con su madre como tutora. El contrato de MGM garantizaba entre 250 y 1.300 dólares por semana, además de pagos adicionales cuando ella hiciera películas. El contrato de reserva garantizaba 1.000 dólares por concierto.
Comenzó a trabajar en Hollywood el 1 de abril de 1937. Apareció como Molly Moran en Babes in Arms en 1939 y en películas menores de MGM como Meet the People, protagonizada por Lucille Ball. Su último éxito fue en 1952, en una episodio de I Love Lucy.

## Vida personal
Jaynes se casó con el actor y barítono Douglas McPhail en junio de 1938. Tuvieron una hija y se divorciaron en 1941. McPhail se suicidó en 1944. se volvió a casar con Bill Roberts en 1943, que había cantado para Tommy Dorsey.